# Serle
Serle (Sèrle in dialetto bresciano) è un comune italiano di 3 071 abitanti della provincia di Brescia in Lombardia. Il comune appartiene alla Comunità montana della Valle Sabbia. Si trova sulle Prealpi Bresciane nel mezzo dell'Altopiano di Cariadeghe, il quale presenta grandi varietà faunistiche e vegetali tipiche del territorio serlese ed è famosa per le sue grotte dette "büs".

## Geografia fisica
Il paese si trova sull'Altopiano di Cariadeghe, che oggi è un'area protetta. Il territorio, come tutto quello del bacino marmifero della Valle Sabbia, è prevalentemente carsico e le diverse tipologie di minerali presenti lo rendono meta di speleologi.
Il paesaggio carsico è caratterizzato dalla presenza di rilievi prealpini. Dalle vette, facilmente accessibili, si può ammirare un panorama vastissimo che abbraccia mezza provincia, nel quale spicca il monte San Bartolomeo dalla particolare forma troncoconica, importante sito d'interesse archeologico.
La fauna è composta dagli animali più vari e tipici del territorio delle Prealpi Lombarde: dai più piccoli come gli scoiattoli alle volpi, fino ad incontrare non raramente il cinghiale. Diverse specie di uccelli popolano il cielo dell'altopiano, dai piccoli volatili comuni fino al gheppio, la poiana e il falco, e numerosi sono anche i rapaci notturni come il gufo, il barbagianni, l'allocco e la civetta. Gli altri animali sono quelli introdotti successivamente dagli agricoltori, come le mucche o i cavalli.
L'altopiano di Cariadeghe comprende un folto e quasi impenetrabile bosco composto da alberi ad alto fusto o da alberi isolati di grande valore estetico per la mole monumentale: faggi, castagni e carpini. Il territorio boschivo ricopre la maggior parte del territorio, ma i campi agricoli e l'avanzamento delle costruzioni lo decimano sempre di più.

## Storia
Il territorio montano e carsico di Serle hanno, fin dall'antichità, permesso lo sviluppo e la nascita di comunità preistoriche che utilizzavano le caverne come rifugio e sfruttavano il legno e i frutti spontanei della foresta locale; molti sono stati i ritrovamenti a proposito.
L'epoca romana è un periodo piuttosto incerto su questo territorio: secondo alcuni esperti ivi si trovava un insediamento romano già dal II secolo d.C. (ipotesi basata sul ritrovamento di alcune epigrafi). Ciò nonostante il paese fu soggetto alle invasioni barbariche e il territorio, molto ostile alla popolazione, fu presto abbandonato.
Sperduto e desolato, selvaggio e boscoso il territorio di Serle fu patria degli eremitaggi monastici per tutto l'Alto Medioevo. Questa influenza religiosa la si ritrova solo nell'XI secolo, quando il vescovo di Brescia, Olderico, dona alcuni beni al neonato monastero di San Pietro in Monte Orsino. Da qui, la nascita nel Basso Medioevo del monastero di San Bartolomeo, il quale si trova sull'omonimo monte a 933 m s.l.m. La chiesa rinascimentale conserva al suo interno un polittico absidale ad affresco attribuito a Paolo da Cailina il giovane, raffigurante la Madonna in trono con Bambino. I recenti scavi archeologici hanno contribuito alla messa in luce parte dei resti della chiesa dell'antico complesso romanico e della scala monumentale (restaurata e visibile) che dava accesso al complesso monastico.
Il Rinascimento e poi il Seicento sono un periodo di fioritura e incremento demografico grazie all'enorme presenza di risorse minerali e agricole sul territorio.
Il personaggio più noto della storia serlese è Pietro Boifava (1794-1879), grazie alla sua partecipazione alle Dieci giornate di Brescia.
Durante il secondo dopoguerra, il paese ha conosciuto un forte sviluppo economico portato dai minerali, dal legname e dall'agricoltura praticata sul suo territorio.

### Simboli
Lo stemma comunale e il gonfalone sono stati concessi con decreto del presidente della Repubblica del 7 aprile 1959.
Il gonfalone è un drappo di azzurro.

## Società

### Evoluzione demografica
Abitanti censiti

## Amministrazione
| Periodo        | Periodo        | Primo cittadino   | Partito                             | Carica  | Note  |
| -------------- | -------------- | ----------------- | ----------------------------------- | ------- | ----- |
| 24 aprile 1995 | 14 giugno 2004 | Oliviero Nicolini | lista civica Progressisti per Serle | Sindaco | [ 8 ] |
| 14 giugno 2004 | 26 maggio 2014 | Gianluigi Zanola  | lista civica Progressisti per Serle | Sindaco |       |
| 26 maggio 2014 | 27 maggio 2019 | Paolo Bonvicini   | lista civica Progressisti per Serle | Sindaco |       |
| 27 maggio 2019 | 10 giugno 2024 | Giovita Sorsoli   | lista civica SiAmo Serle            | Sindaco |       |
| 10 giugno 2024 | in carica      | Chiara Cherchi    | lista civica Lavorando per Serle    | Sindaco |       |